# Packard 300

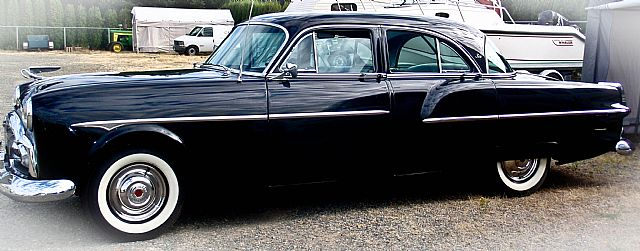
Packard 300 de 1952

El Packard 300 es un automóvil construido y vendido por Packard Motor Car Company de Detroit, (Míchigan), para los modelos de los años de 1951 y 1952.

## Historia
El 300 representó el modelo Packard de gama media superior, con características superiores a las de los modelos Packard 200 o Packard 250. El primer Packard ofrecido durante estos años fue el Packard Patrician 400.
Para ambos modelos, el modelo 300 se construyó como un sedán de cuatro puertas únicamente y se montó sobre una plataforma de Packard con una distancia entre ejes de 127 pulgadas (3225,8 mm). El automóvil incluía los detalles de acabado básicos que se encuentran en las líneas de modelos 200 y 200 Deluxe, como vidrios polarizados, un riel para colgar la ropa a disposición de los pasajeros del asiento trasero y telas interiores a rayas. La moldura exterior incluía cubiertas completas para las ruedas, así como el elegante adorno de un pelícano en el capó. El 300 también recibió una ventana trasera envolvente que compartía con los modelos Patrician.
La potencia del automóvil en ambos años provino del venerable motor Super Eight de Packard, el motor "Thunderbolt" de ocho cilindros en línea y 327 pulgadas cúbicas (5358,6 cm³) que compartía con la línea 250. Un cambio manual de tres velocidades era estándar, mientras que la transmisión automática Ultramatic de Packard se ofrecía como equipo opcional.
En 1953, el 300 pasó a llamarse Packard Cavalier cuando la compañía abandonó su estricta política de nombres numéricos de sus modelos. Se fabricaron un total de 22.309 Packard 300 en los dos años del modelo en el mercado, con un total de 15.309 unidades en 1951. Esta cifra representó la marca de ventas más alta para el modelo 300.